# Fusarium macroceras
Fusarium macroceras är en svampart som beskrevs av Wollenw. & Reinking 1925. Fusarium macroceras ingår i släktet Fusarium och familjen Nectriaceae.   Inga underarter finns listade i Catalogue of Life.